# NGC 981
NGC 981 é uma galáxia espiral (Sc) localizada na direcção da constelação de Cetus. Possui uma declinação de -10° 58' 25" e uma ascensão recta de 2 horas, 32 minutos e 59,8 segundos.
A galáxia NGC 981 foi descoberta em 1886 por Ormond Stone.